# Starachowice Wschodnie
Starachowice Wschodnie – stacja kolejowa w Starachowicach, w województwie świętokrzyskim, w Polsce. Stacja ta leży na trasie linii kolejowej nr 25. Zatrzymują się na niej pociągi Polregio oraz Intercity.

## Ruch pasażerski
| Rok  | Wymiana pasażerska na dobę |
| ---- | -------------------------- |
| 2017 | 300-499                    |
| 2022 | 500-599                    |

## Połączenia
Obecnie (2021) ze stacji Starachowice Wschodnie pociągami osobowymi Polregio można dojechać do następujących stacji:
- Kielce Główne
- Kraków Główny
- Ostrowiec Świętokrzyski
- Sandomierz (tylko w sezonie letnim)
- Skarżysko-Kamienna.

Pociągami Intercity można dostać się do następujących stacji:
- Przemyśl Główny
- Warszawa Wschodnia.